# Johann Adam Lospichler
Johann Adam Lospichler (* 1650, Ort nicht bekannt; † 3. Mai 1721, Ort nicht bekannt, andere Angabe: 1723) war ein österreichischer Mediziner und Mitglied der Gelehrtenakademie „Leopoldina“.
Johann Adam Lospichler war Respondent der Universität Salzburg. Er war erzbischöflicher Leibarzt und Hofarzt in Salzburg. 
Johann Adam Lospichler wurde am 17. Januar 1707 unter der Matrikel-Nr. 269 mit dem akademischen Beinamen POLYARCHUS I. als Mitglied in die Deutsche Akademie der Naturforscher Leopoldina aufgenommen. 

## Publikationen
- Wenzl, Bernhard ; Lospichler, Johann Adam: Disputatio Menstruation Ex Libro Segundo Physicorum, 1669. Digitalisat, abgerufen am 2. Januar 2021.
- Linsing, Peter ; Lospichler, Friedrich Ignaz ; Lospichler, Johann Joseph ; Lospichler, Matthias Fortunatus ; Lospichler, P. Romanus ; Lospichler, F. Franciscus ; Lospichler, Johann Adam ; Lospichler, Franciscus Carolus Antonius ; Wagner, Jakob Christoph: Isagoge physiologica. Quæ In Alma Catholica Cæsareo-Archiducali Universitate Œnipontana Sub Triplici Schemate Galenico, Chymico, Et Atomistico Unacum Parergis Ex Universa Medicina Pvblicæ Dispvtationi Submissa voluit Præside Petro Linsing &c. Phil. & Med Doct. S. Cæs. M. Pers. Med. Inst. Med. ... Fridericus Ignatius Lospichler &c. Salisburgensi Saluber. Medicinæ Candidatus ... Oeniponti, Anno MDCCIX. Mense ... Die ...1709. Digitalisat, abgerufen am 2. Januar 2021.